# Bahnhofstraße 27 (Heilbronn)

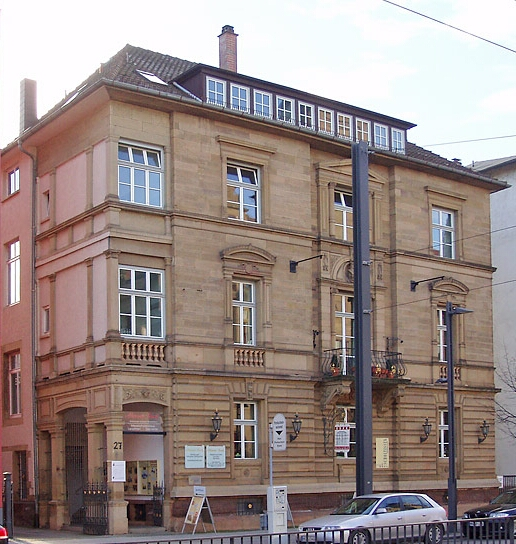
Das Haus in der Bahnhofstraße 27

Das Haus an der Bahnhofstraße 27  in Heilbronn ist ein denkmalgeschütztes Haus, das 1874 von Werkmeister Christian Zillhardt aus Heilbronn errichtet wurde.

## Lage
Das Gebäude befindet sich an der Bahnhofstraße, die von der Friedrich-Ebert-Brücke zum Heilbronner Hauptbahnhof führt und auf eine alte Neckarüberquerung und Fernhandelsstraße in Richtung Westen zurückgeht. Zu den ältesten erhaltenen Gebäuden der Bahnhofsstraße zählt neben den Gebäuden Nr. 9 und Nr. 11 auch das Haus an der Bahnhofsstraße 27.

## Beschreibung
Das dreigeschossige Gebäude mit Sandsteinfassade und Gesimsbändern im Erdgeschoss wird durch drei Fensterachsen gegliedert, wobei eine alternierende Fensterverdachung abwechselnd mit einem schlichten Gesims bzw. einem Segmentbogen die Fassade bereichern. Die mittlere Fensterachse wird besonders betont. Dies geschieht durch einen Balkon in der Beletage im ersten Obergeschoss, wobei über der Tür zum Balkon der Kopf eines Merkur angebracht wurde.

## Geschichte
Das Gebäude ist das Elternhaus von Gideon Bachmann, früher Hans Werner Bachmann (* 18. Februar 1927 Heilbronn; † 24. November 2016 in Karlsruhe), der zusammen mit seinen Eltern Bella Bachmann (geb. Straßburger * 23. Mai 1902 in Köln) und Ernst Bachmann (* 31. März 1897 Göttingen) am 31. März 1936 nach Palästina auswanderte, 1961 nach Europa zurückkehrte und später das Europäische Institut des Kinofilms Karlsruhe (EIKK) leitete.
1950 befand sich in dem Gebäude die von den Hausbesitzern geführte Textil- und Kurzwarenhandlung J. Armbruster & Sohn, die auch noch 1961 bestand.

## Kunstgeschichtliche Bedeutung
Während das Gebäude zum Teil im Zweiten Weltkrieg ausgebrannt ist, hat sich die Fassade in der „qualitätsvollen Formensprache der Neorenaissance“ aus der Gründerzeit erhalten. Das Gebäude zählt zu den ältesten erhaltenen Zeugnissen der Baukunst in der oberen Bahnhofstraße und wurde deswegen unter Denkmalschutz gestellt.